# Günter Grünwald (Radsportler)

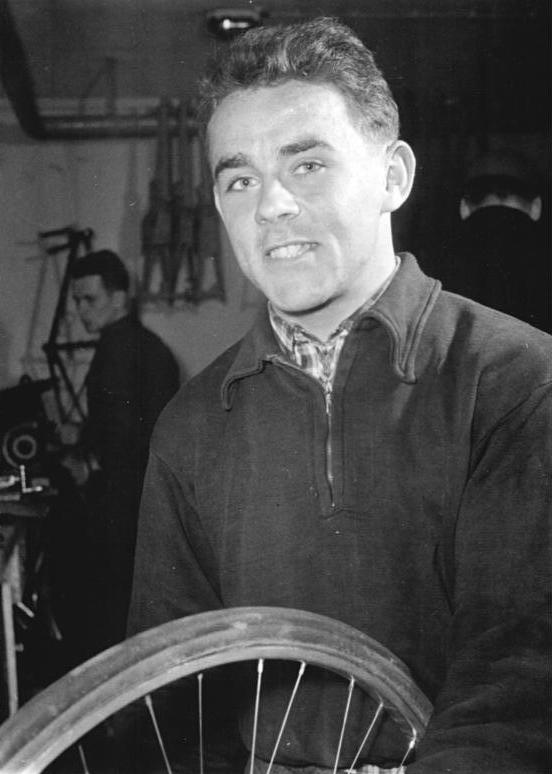
Grünwald 1956

Günter Grünwald (* 15. August 1935 in Leipzig-Lindenau; † 1992 in Ferch) war ein deutscher Radrennfahrer, der in den 1950er-Jahren in der DDR aktiv war.
Grünwald rückte als 20-jähriger Staatsamateur 1955 mit einem dritten Platz bei der DDR-Rundfahrt und Rang vier bei der DDR-Straßenmeisterschaft in die Spitzengruppe des DDR-Straßenradsports auf. Für den Sportclub SC DHfK Leipzig startend, qualifizierte er sich 1956 erstmals für das Dreiländer-Etappenrennen Internationale Friedensfahrt. Als Jüngster im DDR-Team schied er aber bereits nach der vierten Etappe aus. Bei einem weiteren 1956er Etappenrennen, der Polen-Rundfahrt, gewann er eine Etappe und wurde bei der Gesamteinzelwertung als bester von sechs DDR-Startern Sechster. 1957 gehörte Grünwald erneut zur DDR-Nationalmannschaft bei der Friedensfahrt. Nach zwei zweiten Etappenplatzierungen wurde er in der Endwertung als bester DDR-Aktiver Achter. Mit dem DDR-Team gewann er die Mannschaftswertung. Seine dritte Friedensfahrt bestritt Grünwald 1958. Auf der dritten Etappe erkämpfte er sich für einen Tag mit Platz acht die beste Platzierung in der Gesamtwertung, fiel danach aber ins Mittelfeld zurück und kam am Ende der Tour als viertbester DDR-Fahrer auf Platz 31. Wie viele andere Straßenfahrer seiner Zeit, war auch Grünwald im Querfeldeinsport aktiv und gewann 1955 und 1957 die Silbermedaille bei den nationalen Titelkämpfen in der DDR. 1956 gewann er das Moritz-Fischer-Gedenkrennen in Schweinfurt.
Laut Radsportmuseum Wünsdorf verließ Grünwald am 5. März 1959 für einige Zeit die DDR. Er versuchte in Hannover und in Schweden eine berufliche Existenz aufzubauen. Im Dezember 1959 kehrte er in die DDR zurück. Informationen über eine Radsportbetätigung in der Bundesrepublik oder nach seiner Rückkehr in die DDR liegen nicht vor. Wegen seiner Willensstärke in den Rennen wurde er „die Kampfmaschine“ genannt.